# Ascoli Calcio 1898 2003-2004
Questa pagina raccoglie le informazioni riguardanti l'Ascoli Calcio 1898 nelle competizioni ufficiali della stagione 2003-2004.

## Stagione
Nella stagione 2003-2004 l'Ascoli disputa il campionato di Serie B, raccoglie 60 punti con l'undicesimo posto. È un campionato a 24 squadre con sei promozioni, dopo il Caso Catania che ha scosso il torneo cadetto. La squadra bianconera parte allenata da un nuovo tecnico Loris Dominissini, ma dopo undici giornate, ai primi di novembre dopo la sconfitta subita a Torino (3-1), con l'Ascoli a 15 punti a metà classifica, la dirigenza ascolana decide di passare la squadra ad Aldo Ammazzalorso, chiude il girone di andata con 31 punti a metà classifica. Il girone di ritorno si svolge sulla stessa falsariga. Il cannoniere della stagione ascolana è il brasiliano Inacio Pià di scuola atalantina, che realizza 13 reti. Nella Coppa Italia l'Ascoli disputa il girone 6 di qualificazione, ma dopo il primo incontro, pareggiato al Del Duca con il Teramo, aderisce alla protesta delle squadre cadette, contro l'allargamento dei quadri deciso dalla federazione, non giocando contro Bari e Martina.

## Risultati

### Campionato

#### Girone di andata
| Arbitro: | De Marco (Chiavari) |

|                                        |           |  |
| M. Esposito 12’ Suazo 63’ Bucchi 90+1’ | Marcatori |  |

| Arbitro: | Ayroldi (Molfetta) |

|  |           |             |
|  | Marcatori | 68’ Cordone |

| Salerno 11 settembre 2003, ore 20:30 3ª giornata | Salernitana         | 0 – 0 | Ascoli | Stadio Arechi\| Arbitro: \| Carlucci (Molfetta) \| |
| Arbitro:                                         | Carlucci (Molfetta) |       |        |                                                    |

| Arbitro: | Rizzoli (Bologna) |

|                       |           |  |
| G. Fontana 51’ (rig.) | Marcatori |  |

| Arbitro: | Castellani (Verona) |

|              |           |                 |
| Pià 26’, 58’ | Marcatori | 90+4’ Palladini |

| Arbitro: | De Marco (Chiavari) |

|                    |           |                       |
| Savoldi 57’ (rig.) | Marcatori | 50’ (rig.) G. Fontana |

| Arbitro: | Preschern (Mestre) |

|  |           |                  |
|  | Marcatori | 85’ C. Lucarelli |

| Arbitro: | Messina (Bergamo) |

|               |           |                               |
| Enyinnaya 76’ | Marcatori | 13’ Pià 57’ (rig.) G. Fontana |

| Arbitro: | De Santis (Roma) |

|                               |           |           |
| G. Fontana 30’ (rig.) Pià 40’ | Marcatori | 81’ Islas |

| Arbitro: | Carlucci (Molfetta) |

|                            |           |                        |
| Puleo 80’ Capparella 90+3’ | Marcatori | 35’ Bonfiglio 81’ Sosa |

| Arbitro: | De Santis (Roma) |

|               |           |                        |
| Bonfiglio 29’ | Marcatori | 28’ Toni 56’ Mutarelli |

| Arbitro: | Cruciani (Pesaro) |

|                                 |           |              |
| Tiribocchi 51’, 76’ Mezzano 65’ | Marcatori | 8’ Bonfiglio |

| Arbitro: | Bolognino (Milano) |

|                |           |             |
| G. Fontana 60’ | Marcatori | 59’ Pinardi |

| Arbitro: | Palanca (Roma) |

|                |           |                 |
| Borgobello 37’ | Marcatori | 8’ Mastronunzio |

| Arbitro: | Carlucci (Molfetta) |

|            |           |         |
| Miceli 43’ | Marcatori | 27’ Pià |

| Arbitro: | M. Mazzoleni (Bergamo) |

|                            |           |  |
| Speranza 48’ Sosa 56’, 62’ | Marcatori |  |

| Arbitro: | Rocchi (Firenze) |

|           |           |                  |
| Terra 37’ | Marcatori | 90+3’ G. Fontana |

| Arbitro: | Nucini (Bergamo) |

|                                         |           |  |
| G. Fontana 43’ (rig.), 72’ Pià 58’, 66’ | Marcatori |  |

| Arbitro: | Carlucci (Molfetta) |

|  |           |                 |
|  | Marcatori | 45+2’ Antonelli |

| Arbitro: | Giannoccaro (Lecce) |

|                  |           |                                                |
| Mastronunzio 67’ | Marcatori | 21’ (rig.) Godeas 25’ Aquilani 71’ Moscardelli |

| Arbitro: | Cruciani (Pesaro) |

|                        |           |               |
| Parisi 50’ (rig.), 70’ | Marcatori | 64’ Antonelli |

| Arbitro: | Tagliavento (Terni) |

|                       |           |              |
| Sosa 31’ La Vista 46’ | Marcatori | 27’ Raimondi |

| Arbitro: | Girardi (San Donà di Piave) |

|                        |           |         |
| Ganci 3’ Chiappara 48’ | Marcatori | 64’ Pià |

#### Girone di ritorno
| Arbitro: | Cruciani (Pesaro) |

|             |           |                      |
| Colacone 2’ | Marcatori | 41’ (aut.) De Martis |

| Arbitro: | Romeo (Verona) |

|            |           |        |
| Milito 39’ | Marcatori | 3’ Pià |

| Ascoli Piceno 8 febbraio 2004, ore 15:00 26ª giornata | Ascoli             | 0 – 0 | Salernitana | Stadio Cino e Lillo Del Duca\| Arbitro: \| Ayroldi (Molfetta) \| |
| Arbitro:                                              | Ayroldi (Molfetta) |       |             |                                                                  |

| Arbitro: | Giannoccaro (Lecce) |

|                             |           |        |
| Rossetti 80’ Carparelli 86’ | Marcatori | 5’ Pià |

| Arbitro: | Messina (Bergamo) |

|                        |           |                     |
| Calaiò 29’, 55’ (rig.) | Marcatori | 70’ (rig.) Colacone |

| Arbitro: | Pellegrino (Barcellona Pozzo di Gotto) |

|                 |           |                |
| Di Venanzio 62’ | Marcatori | 72’ Del Grosso |

| Arbitro: | Rocchi (Firenze) |

|                  |           |  |
| C. Lucarelli 70’ | Marcatori |  |

| Ascoli Piceno 8 marzo 2004, ore 20:30 31ª giornata | Ascoli              | 0 – 0 | Bari | Stadio Cino e Lillo Del Duca\| Arbitro: \| Collina (Viareggio) \| |
| Arbitro:                                           | Collina (Viareggio) |       |      |                                                                   |

| Arbitro: | Girardi (San Donà di Piave) |

|                |           |  |
| Biancolino 27’ | Marcatori |  |

| Arbitro: | Brighi (Cesena) |

|                      |           |                       |
| O. Brevi 29’ Pià 62’ | Marcatori | 61’ (rig.) Capparella |

| Arbitro: | Rizzoli (Bologna) |

|                   |           |  |
| Corini 50’ (rig.) | Marcatori |  |

| Ascoli Piceno 27 marzo 2004, ore 20:30 35ª giornata | Ascoli         | 0 – 0 | Torino | Stadio Cino e Lillo Del Duca\| Arbitro: \| Palanca (Roma) \| |
| Arbitro:                                            | Palanca (Roma) |       |        |                                                              |

| Arbitro: | De Marco (Chiavari) |

|                                 |           |  |
| Gautieri 36’ (rig.) Pazzini 57’ | Marcatori |  |

| Arbitro: | Farina (Novi Ligure) |

|                                            |           |                   |
| Cristiano 16’ Colacone 48’ Di Venanzio 79’ | Marcatori | 34’, 83’ Zampagna |

| Ascoli Piceno 17 aprile 2004, ore 20:30 38ª giornata | Ascoli            | 0 – 0 | Piacenza | Stadio Cino e Lillo Del Duca\| Arbitro: \| Bergonzi (Genova) \| |
| Arbitro:                                             | Bergonzi (Genova) |       |          |                                                                 |

| Arbitro: | Tagliavento (Terni) |

|                                    |           |                        |
| Margiotta 21’ Schwoch 90+4’ (rig.) | Marcatori | 39’, 64’, 69’ La Vista |

| Arbitro: | Castellani (Verona) |

|                      |           |          |
| Pià 4’, 62’ Biso 55’ | Marcatori | 2’ Terra |

| Firenze 8 maggio 2004, ore 20:30 41ª giornata | Fiorentina      | 0 – 0 | Ascoli | Stadio Artemio Franchi\| Arbitro: \| Brighi (Cesena) \| |
| Arbitro:                                      | Brighi (Cesena) |       |        |                                                         |

| Arbitro: | Palanca (Roma) |

|             |           |  |
| Colacone 2’ | Marcatori |  |

| Arbitro: | Cassarà (Palermo) |

|               |           |              |
| Marianini 55’ | Marcatori | 89’ Colacone |

| Arbitro: | Collina (Viareggio) |

|                           |           |          |
| La Vista 10’ Speranza 79’ | Marcatori | 42’ Sosa |

| Arbitro: | Rizzoli (Bologna) |

|                                     |           |                                         |
| Araboni 26’ Bonazzi 34’ (rig.), 73’ | Marcatori | 29’ Favasuli 78’ Colacone 87’ Antonelli |

| Arbitro: | M. Mazzoleni (Bergamo) |

|                                |           |                          |
| Bianco 18’ (aut.) La Vista 47’ | Marcatori | 51’ Ganci 85’ Centurioni |

### Coppa Italia

#### Girone 6
| Arbitro: | Giannoccaro (Lecce) |

|                      |           |                          |
| Pià 8’ Bonfiglio 89’ | Marcatori | 14’ Sanetti 30’ Quadrini |

| 26 agosto 2003 2ª giornata | Bari | – Non disputata | Ascoli |  |

| 5 settembre 2003 3ª giornata | Ascoli | – | Martina |  |